# Pisoth
Pisoth oder Piseth war ein Gewichtsmaß in Siebenbürgen. Da es zu den kleinen Gewichtsmaßen gehörte, verwendeten es die Goldwäscher. Es war 4,375 Gramm, das ist ¼ Lot bzw. ein Quent nach den österreichischen Maßen.